# Skærum (parochie)
Skærum is een parochie van de Deense Volkskerk in de Deense gemeente Frederikshavn. De parochie maakt deel uit van het bisdom Aalborg en telt 434 kerkleden op een bevolking van 459 (2004). Historisch was de parochie deel van de herred Horns. In 1970 werd Skærum ingedeeld in de nieuwe gemeente Frederikshavn.
Abildgård · Albæk · Åsted · Bangsbostrand · Elling · Flade · Frederikshavn · Gærum · Hørby · Hulsig · Jerup · Karup · Kvissel · Lyngsaa · Østervrå · Råbjerg · Sæby · Skærum · Skæve · Skagen · Torslev · Understed · Volstrup